# 可児市立春里小学校
可児市立春里小学校（かにしりつ はるさとしょうがっこう）は岐阜県可児市にある公立の小学校。

## 通学区域
- 通学区域は塩、塩河、室原、長洞、坂戸、谷迫間、矢戸、美里ケ丘、清水ケ丘、若葉台8・9丁目である。公立中学校の進学先は可児市立西可児中学校である[1]。

## 沿革
- 1873年（明治6年） - 
  - 矢戸学校が開校。校区は矢戸村、長洞村、室原村、塩河村、今村、北小木村。
  - 清新学校が開校。校区は坂戸村、谷迫間村。
- 1874年（明治7年） - 矢戸学校が教童学校[注釈 1]と敬業学校[注釈 2]に分立する。
- 1877年（明治10年） - 塩村が伝明学校[注釈 3]から離脱し、教童学校に合流する。
- 1881年（明治14年） - 教童学校と清新学校が統合され、公立教童学校となる。長洞分校、坂戸分校を設置。
- 1882年（明治15年） - 今村、北小木村が敬業学校から離脱し、文集学校[注釈 4]に合流する。
- 1884年（明治17年） - 谷迫間村が離脱し、文集学校へ合流する。
  - 公立教童学校の長洞分校、坂戸分校を廃止。
- 1887年（明治20年） - 
  - 公立教童学校が塩小学校に改称する。簡易科、尋常科を設置。
  - 敬業学校が塩河簡易科小学校に改称する。
  - 室原村が塩小学校から離脱し、塩河簡易科小学校に合流する。
- 1889年（明治22年）7月1日 - 塩村、矢戸村、坂戸村、長洞村、室原村、塩河村が合併し、春里村が発足。
- 1893年（明治26年） - 塩小学校が春里尋常小学校、塩河簡易科小学校が塩河尋常小学校に、それぞれ改称する。
- 1908年（明治41年） - 春里尋常小学校と塩河尋常小学校が統合され、春里尋常小学校となる。塩河分校を設置。
- 1913年（大正2年） - 新校舎が完成。塩河分校を廃止。
- 1916年（大正5年） - 春里尋常高等小学校に改称する。
- 1919年（大正8年） - 農業補習学校を併設。
- 1926年（大正15年） - 青年訓練所を併設。
- 1941年（昭和16年） - 春里国民学校に改称する。
- 1947年（昭和22年） - 春里村立春里小学校に改称する。
- 1955年（昭和30年）2月1日 - 広見町、今渡町、土田村、久々利村、平牧村、春里村、帷子村が合併し可児町が発足。同時に可児町立春里小学校に改称する。
- 1958年（昭和33年） - 帷子小学校との統合が計画されるが、翌年白紙撤回となる。
- 1968年（昭和43年） - 
  - 新校舎（鉄筋コンクリート造）が完成。
  - 旭小学校校区の谷迫間地区が春里小学校校区となる。
- 1976年（昭和51年） - 校舎を増築。
- 1982年（昭和57年）4月1日 - 可児町が市制施行して可児市となる。同時に可児市立春里小学校に改称する。